# Qualea magna
Qualea magna é uma espécie de planta do gênero Qualea e da família Vochysiaceae. 

## Taxonomia
A espécie foi descrita em 1940 por João Geraldo Kuhlmann. 

## Forma de vida
É uma espécie terrícola e arbórea. 

## Descrição
| Caule           | Caule                                            |
| --------------- | ------------------------------------------------ |
| ramo            | glabro                                           |
| córtex          | não esfoliante                                   |
| Folha           |                                                  |
| limbo           | inteiro/coriáceo/oposta/peciolada/glabro         |
| nervura-central | inferior proeminente/inferior inconspícua        |
| estípula        | glandular/persistente/proeminente                |
| Inflorescência  |                                                  |
| flor            | panícula/cincinada                               |
| Flor            |                                                  |
| bráctea         | persistente                                      |
| pedúnculo       | curto                                            |
| pedicelo        | distinto                                         |
| cálice          | gamossépalo/quincuncial/lobo desigual/cálcar     |
| corola          | branca/maculada/vermelho                         |
| pétala          | isolada/membranácea/convoluta/caduca/unguiculada |
| Fruto           |                                                  |
| exocarpo        | inteiro/lenhoso                                  |
| tipo            | cápsula loculicida/trilocular/deiscente/valvar   |
| Semente         |                                                  |
| forma           | cartácea                                         |

## Conservação
A espécie faz parte da Lista Vermelha das espécies ameaçadas do estado do Espírito Santo, no sudeste do Brasil. A lista foi publicada em 13 de junho de 2005 por intermédio do decreto estadual nº 1.499-R. 

## Distribuição
A espécie é encontrada no estado brasileiro do Espírito Santo. 
A espécie é encontrada no domínio fitogeográfico de Mata Atlântica, em regiões com vegetação de mata ciliar.